# 曼西镇区
曼西镇区為緬甸克欽邦八莫縣下轄的一個鎮區。2014年人口52,945人，區域面積2,898.8平方公里。該鎮区下辖230個村莊。曼西為該鎮区首府。而曼西镇区的森林受到人為非法砍伐的危機。